# Mine de Greenbushes
La mine de Greenbushes est l'une des plus importantes mines de lithium, située en Australie. La mine est située dans le Sud de la ville de Greenbushes en Australie-Occidentale dans le Sud Ouest du pays. La mine de  Greenbushes contient des réserves de 70,4 millions de tonnes de spodumene, minerai titré à 1,2 %  de lithium soit 0,85 million de tonnes de lithium.
La mine est exploitée par la société Talison Lithium (en).